# Люббекке
Люббекке (нім. Lübbecke) — місто в Німеччині, знаходиться в землі Північний Рейн-Вестфалія. Підпорядковується адміністративному округу Детмольд. Входить до складу району Мінден-Люббекке.
Площа — 65 км2. Населення становить 25 573 ос. (станом на 31 грудня 2020).

## Географії

### Сусідні міста та громади
Люббекке межує з 5 містами / громадами:
- Гюлльгорст
- Еспелькамп
- Пройсіш-Ольдендорф
- Гілле
- Петерсгаген

## Галерея

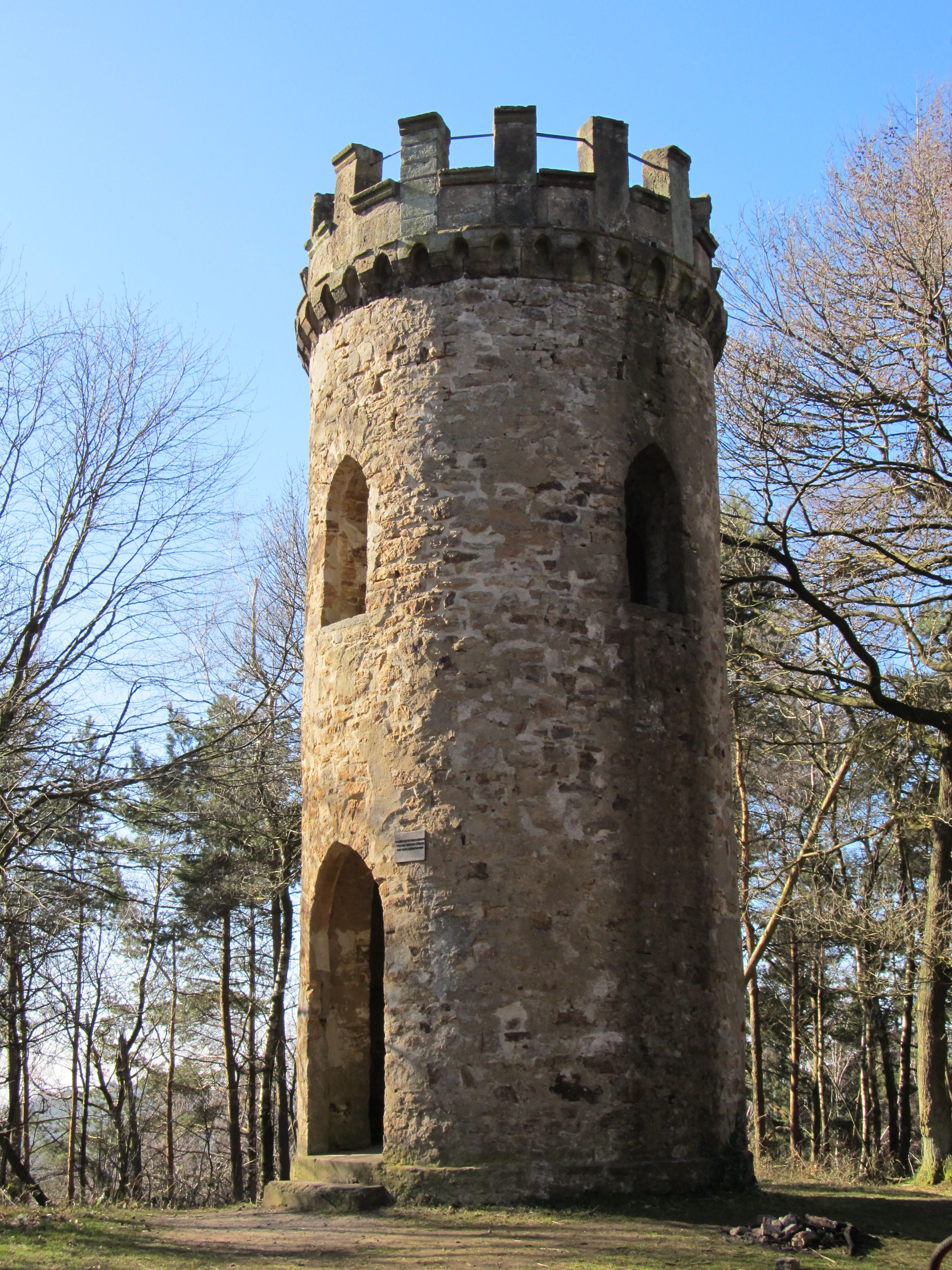
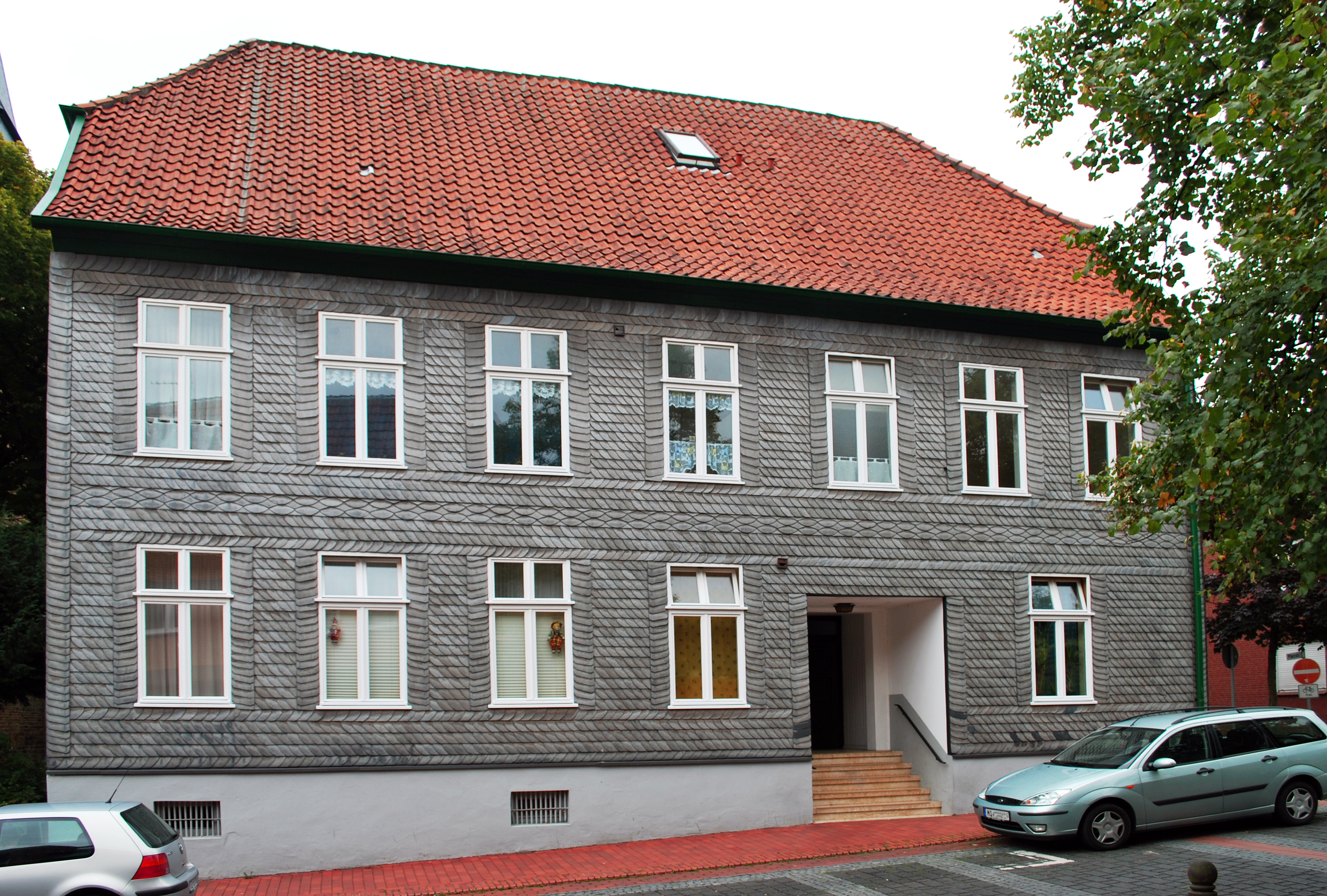
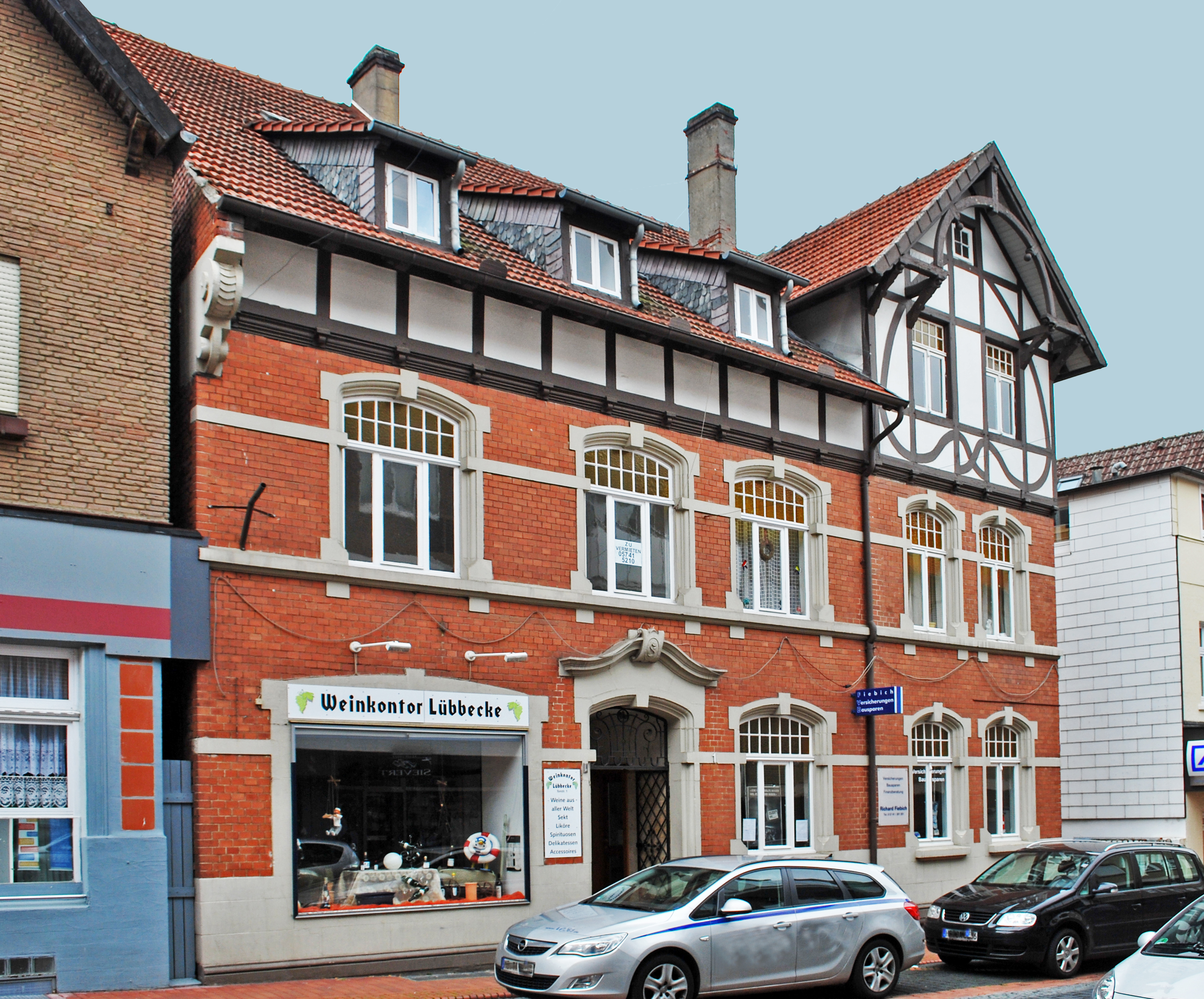
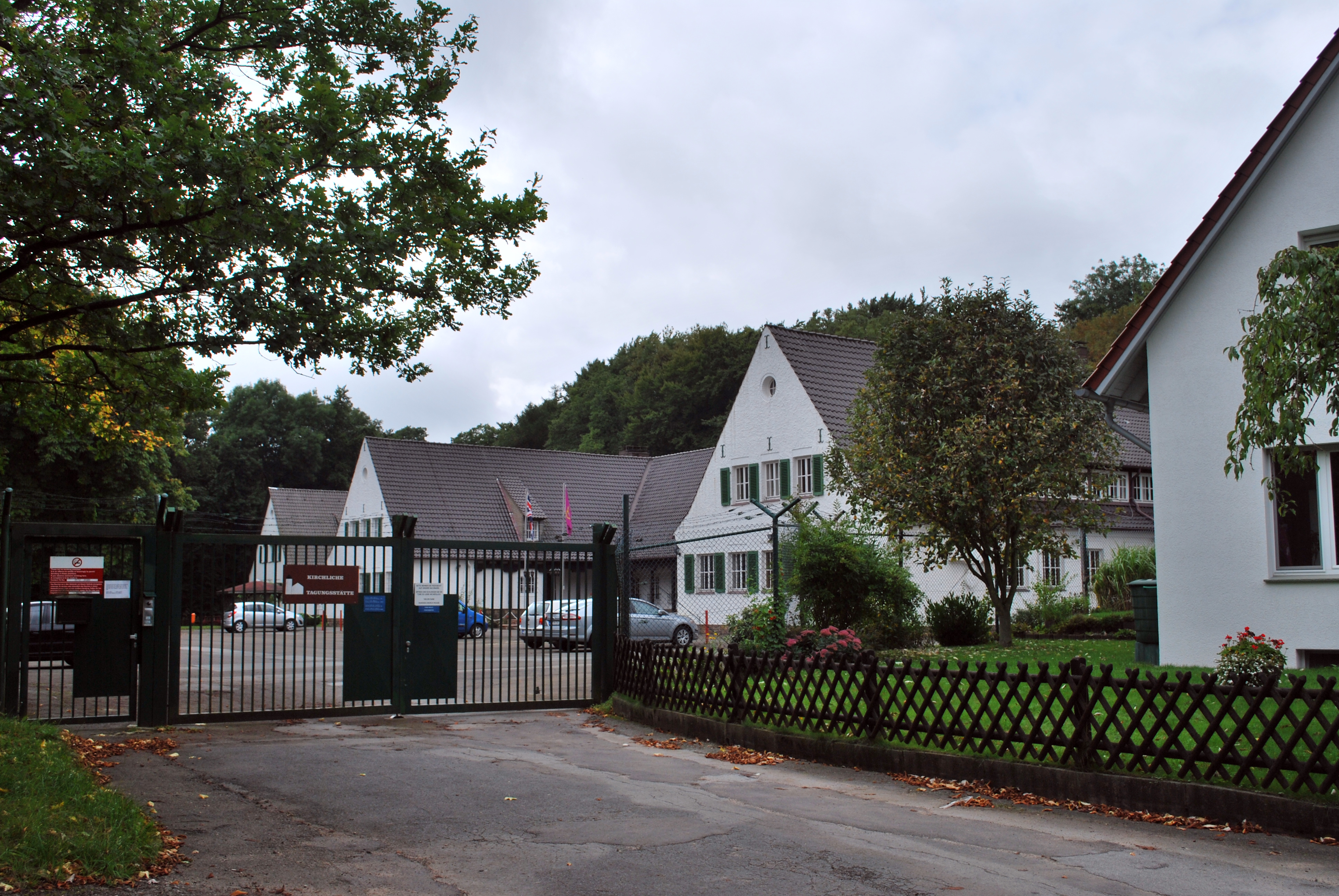
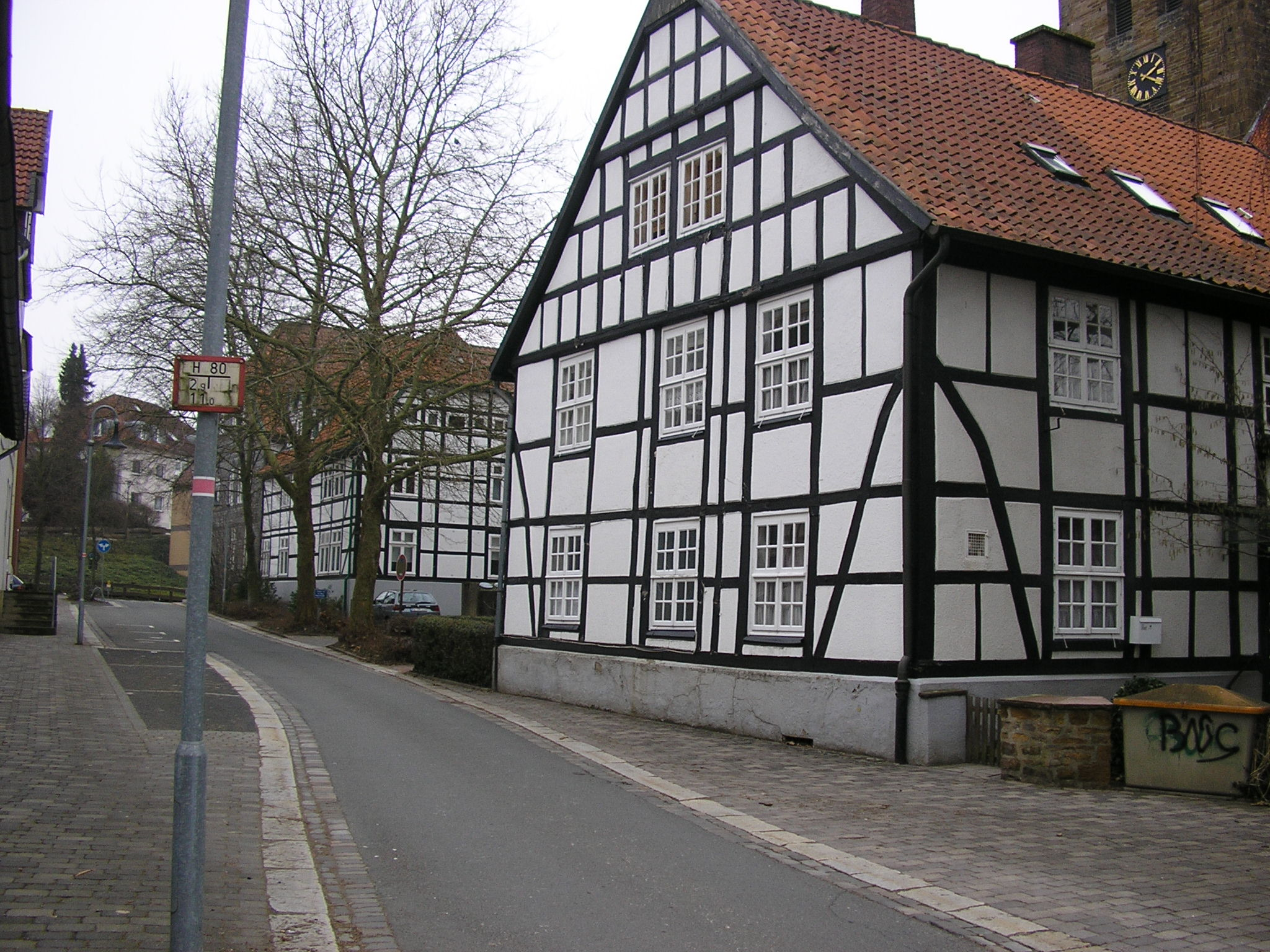
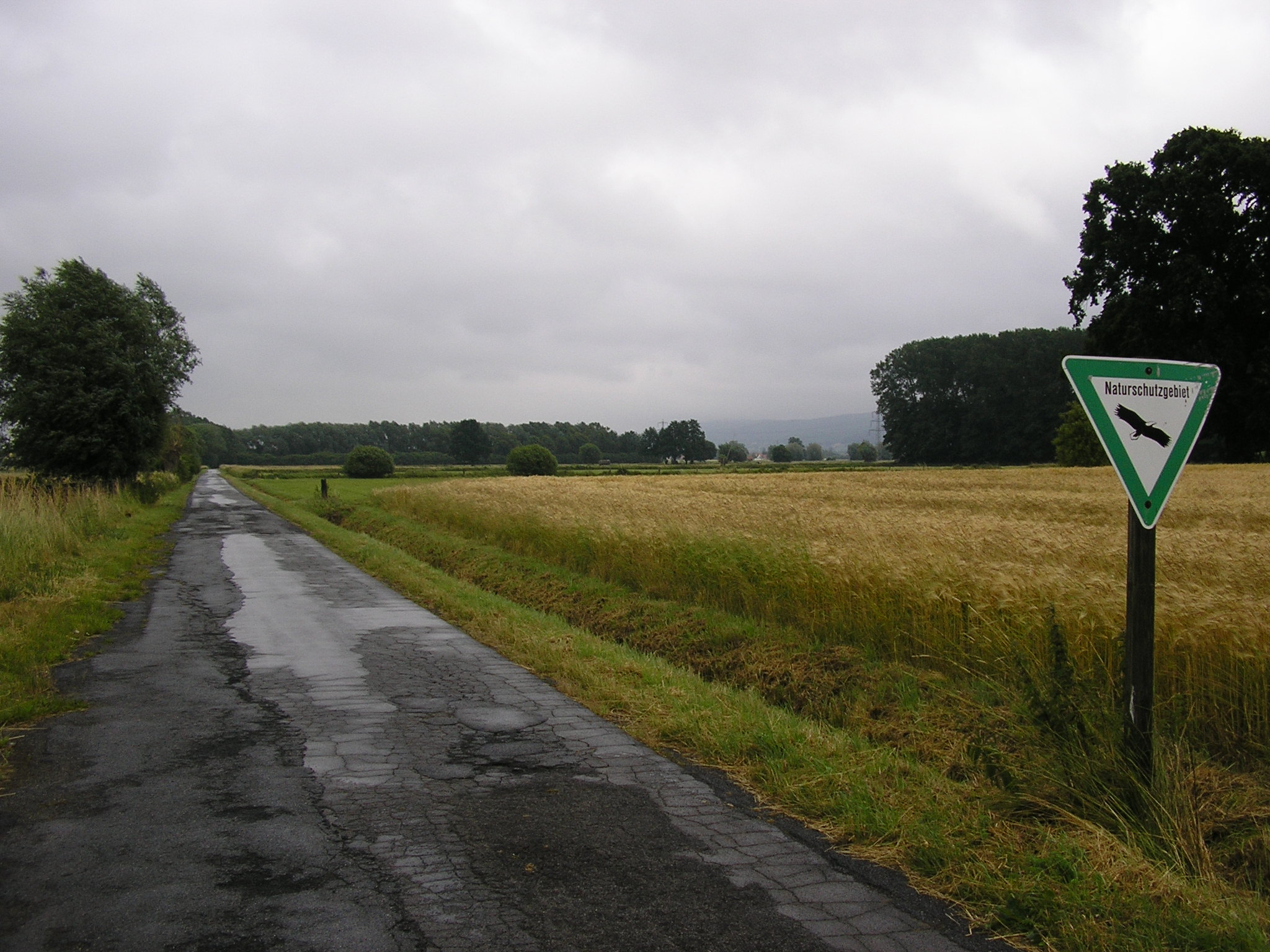

## Відомі особистості
В поселенні народився:
- Ганс Роденберг (1895—1978) — політичний і культурно-громадський діяч НДР.

## Міста-побратими
- Бад-Лібенверда, Німеччина
- Байо, Франція
- Тисакечке, Угорщина